# Comisión Estatal de Derechos Humanos (Jalisco)
La Comisión Estatal de Derechos Humanos de Jalisco (CEDHJ) es un Organismo Constitucional Autónomo del Estado de Jalisco que se encarga de la promoción y defensa de los Derechos Humanos en la entidad.
El 26 de julio de 2017 el Congreso del Estado designó a Alfonso Hernández Barrón como nuevo titular de la CEDHJ por un período de cinco años. Al finalizar su mandato, fue sucedido por Luz del Carmen Godínez González.

## Presidentes
- Carlos Hidalgo Riestra (1993-1997)
- Guadalupe Morfín Otero (1997-2001)
- Carlos Manuel Barba (2001-2007)
- Felipe de Jesús Álvarez Cibrián (2007-2017)
- Alfonso Hernández Barrón (2017 - 2022)
- Luz del Carmen Godínez González (2022 - actualidad)